# Halové mistrovství Evropy v atletice 2007 – skok o tyči žen
Skok o tyči žen na halovém ME 2007 se uskutečnil dne 3. a 4. března v hale National Indoor Arena (The NIA) v britském Birminghamu. Titul vybojovala ruská tyčkařka Světlana Feofanovová výkonem 476 cm.

## Finálové výsledky
| Umístění         | Jméno                | Národnost | 4,23 | 4,38 | 4,48 | 4,58 | 4,66 | 4,71 | 4,76 | Výsledek | Poznámka |
| ---------------- | -------------------- | --------- | ---- | ---- | ---- | ---- | ---- | ---- | ---- | -------- | -------- |
| Zlatá medaile    | Světlana Feofanovová | Rusko     | –    | o    | o    | o    | o    | xx–  | o    | 4,76 m   | SB       |
| Stříbrná medaile | Julija Golubčikovová | Rusko     | o    | o    | o    | o    | xo   | xo   | xxx  | 4,71 m   | SB       |
| Bronzová medaile | Anna Rogowská        | Polsko    | o    | –    | o    | xo   | o    | xxx  |      | 4,66 m   |          |
| 4.               | Pavla Rybová         | Česko     | xxo  | –    | o    | o    | xxx  |      |      | 4,58 m   |          |
| 5.               | Silke Spiegelburgová | Německo   | o    | xxo  | o    | xxx  |      |      |      | 4,48 m   |          |
| 6.               | Julia Hütterová      | Německo   | o    | xxx  |      |      |      |      |      | 4,23 m   |          |
| 6.               | Róża Kasprzaková     | Polsko    | o    | xxx  |      |      |      |      |      | 4,23 m   |          |
| 6.               | Vanessa Boslaková    | Francie   | o    | –    | xxx  |      |      |      |      | 4,23 m   |          |

Poznámka: SB = výkon sezóny